# World Series of Poker 1987
1987 års World Series of Poker (WSOP) pokerturnering hölls vid Binion's Horseshoe.

## Inledande event
| Event                        | Vinnare            | Pris (USD) | Tvåa         |
| ---------------------------- | ------------------ | ---------- | ------------ |
| $1 000 Ace to Five Draw      | Bob Addison        | $96 400    | Don Williams |
| $5 000 Deuce to Seven Draw   | Billy Baxter       | $153 000   | Joe Petro    |
| $1 000 Limit Omaha           | T.J. Cloutier      | $72 000    | Okänt        |
| $5 000 Seven Card Stud       | Artie Cobb         | $142 000   | Okänt        |
| $1 000 Seven Card Stud       | Jim Craig          | $103 600   | Okänt        |
| $2 500 Pot Limit Omaha       | Hal Kant           | $174 000   | Lyle Berman  |
| $1 500 Limit Hold'em         | Ralph Morton       | $189 000   | Okänt        |
| $1 000 Seven Card Stud Split | Joe Petro          | $93 200    | Okänt        |
| $5 000 Seven Card Razz       | Carl Rouss         | $65 200    | Okänt        |
| $500 Ladies' Seven Card Stud | Linda Ryke-Drucker | $16 800    | Okänt        |
| $1 500 No Limit Hold'em      | Hilbert Shirey     | $171 600   | Okänt        |

## Main Event
152 stycken deltog i Main Event. Varje deltagare betalade $10 000 för att delta.

### Finalbordet
| Placering | Namn            | Pris     |
| --------- | --------------- | -------- |
| 1         | Johnny Chan     | $625 000 |
| 2         | Frank Henderson | $250 000 |
| 3         | Bob Ciaffone    | $125 000 |
| 4         | James Spain     | $68 750  |
| 5         | Howard Lederer  | $56 250  |
| 6         | Dan Harrington  | $43 750  |